# جيك غليسون
جيك غليسون (بالإنجليزية: Jake Gleeson)‏ (26 يونيو 1990 في نيوزيلندا - ) هو لاعب كرة قدم نيوزلندي في مركز حراسة المرمى، شارك في الألعاب الأولمبية الصيفية 2012. وشارك مع منتخب نيوزيلندا تحت 17 سنة لكرة القدم ومنتخب نيوزيلندا تحت 20 سنة لكرة القدم ومنتخب نيوزيلندا الأولمبي لكرة القدم ومنتخب نيوزيلندا لكرة القدم. أما مع النوادي، فقد لعب مع بورتلاند تمبرز وتيم ويلينغتون وبروتلاند تمبرز 2 وCapital FC ‏ وWestern Suburbs FC ‏ ونادي ساكارامينتو ريببلك.

## وصلات خارجية
- جيك غليسون على موقع الاتحاد الدولي (مؤرشف)  (الإنجليزية)
- جيك غليسون على موقع الدوري الأمريكي (الإنجليزية)
- جيك غليسون على موقع قاعدة بيانات كرة القدم.إي يو (الإنجليزية)
- جيك غليسون على موقع ناشيونال فوتبول تيمز (الإنجليزية)
- جيك غليسون على موقع Soccerway.com (الإنجليزية)
- جيك غليسون على موقع عالم كرة القدم.نت (الإنجليزية)
- جيك غليسون على موقع أوليمبيديا (الإنجليزية)
- جيك غليسون على موقع اللجنة الأولمبية النيوزيلندية (الإنجليزية)
- جيك غليسون على موقع AS.com (الإسبانية)